# Kajakarstwo na Letnich Igrzyskach Olimpijskich 1936
Wyniki zawodów w kajakarstwie na Letnich Igrzyskach Olimpijskich 1936. Był to debiut tej dyscypliny sportowej w programie igrzysk olimpijskich. Do zawodów przystąpiło 119 zawodników (byli to wyłącznie mężczyźni) z 19 krajów. Miejscem zmagań kajakarzy był Grünau Regatta Course. Klasyfikację medalową w konkurencjach kajakarskich wygrali reprezentanci Austrii zdobywając 7 medali (3 złote, 3 srebrne i 1 brązowy).

## Medaliści
| Konkurencja                     | Złoto                                           | Czas    | Srebro                                     | Czas    | Brąz                                          | Czas    |
| C-1 1000 m szczegóły            | Frank Amyot                                     | 5:32,1  | Bohuslav Karlík                            | 5:36,9  | Erich Koschik                                 | 5:39,0  |
| C-2 1000 m szczegóły            | Czechosłowacja · Vladimír Syrovátka · Jan Brzák | 4:50,1  | Austria · Rupert Weinstabl · Karl Proisl   | 4:53,8  | Kanada · Frank Saker · Harvey Charters        | 4:56,7  |
| C-2 10 000 m szczegóły          | Czechosłowacja · Václav Mottl · Zdeněk Škrland  | 50:33,5 | Kanada · Frank Saker · Harvey Charters     | 51:15,8 | Austria · Rupert Weinstabl · Karl Proisl      | 51:28,0 |
| K-1 1000 m szczegóły            | Gregor Hradetzky                                | 4:22,9  | Helmut Cämmerer                            | 4:25,6  | Jaap Kraaier                                  | 4:35,1  |
| K-1 10 000 m szczegóły          | Ernst Krebs                                     | 46:01,6 | Fritz Landertinger                         | 46:14,7 | Ernest Riedel                                 | 47:23,9 |
| K-1 składany 10 000 m szczegóły | Gregor Hradetzky                                | 50:01,2 | Henri Eberhardt                            | 50:04,2 | Xaver Hörmann                                 | 50:06,5 |
| K-2 1000 m szczegóły            | Austria · Adolf Kainz · Alfons Dorfner          | 4:03,8  | III Rzesza · Ewald Tilker · Fritz Bondroit | 4:08,9  | Holandia · Nicolaas Tates · Wim van der Kroft | 4:12,2  |
| K-2 10 000 m szczegóły          | III Rzesza · Paul Wevers · Ludwig Landen        | 41:45,0 | Austria · Viktor Kalisch · Karl Steinhuber | 42:05,4 | Szwecja · Tage Fahlborg · Helge Larsson       | 43:06,1 |
| K-2 składany 10 000 m szczegóły | Szwecja · Sven Johansson · Erik Bladström       | 45:48,9 | III Rzesza · Willi Horn · Erich Hanisch    | 45:49,2 | Holandia · Piet Wijdekop · Cees Wijdekop      | 46:12,4 |

## Reprezentacje państw uczestniczących w zawodach
W nawiasach (  ) została podana liczba reprezentantów danego kraju.
| - Austria (9) - Belgia (8) - Czechosłowacja (13) - Dania (4) - Finlandia (3) | - Francja (3) - Holandia (9) - Jugosławia (4) - Kanada (8) - Luksemburg (3) | - Niemcy (14) - Norwegia (1) - Polska (2) - Stany Zjednoczone (10) - Szwajcaria (9) | - Szwecja (9) - Węgry (5) - Wielka Brytania (4) - Włochy (1) |

## Klasyfikacja medalowa
| Klasyfikacja medalowa | Klasyfikacja medalowa | Klasyfikacja medalowa | Klasyfikacja medalowa | Klasyfikacja medalowa | Klasyfikacja medalowa |
| --------------------- | --------------------- | --------------------- | --------------------- | --------------------- | --------------------- |
| Miejsce               | Reprezentacja         | Złoto                 | Srebro                | Brąz                  | Razem                 |
| 1.                    | Austria               | 3                     | 3                     | 1                     | 7                     |
| 2.                    | III Rzesza            | 2                     | 3                     | 2                     | 7                     |
| 3.                    | Czechosłowacja        | 2                     | 1                     | -                     | 3                     |
| 4.                    | Kanada                | 1                     | 1                     | 1                     | 3                     |
| 5.                    | Szwecja               | 1                     | -                     | 1                     | 2                     |
| 6.                    | Francja               | -                     | 1                     | -                     | 1                     |
| 7.                    | Holandia              | -                     | -                     | 3                     | 3                     |
| 8.                    | Stany Zjednoczone     | -                     | -                     | 1                     | 1                     |